# Уборщики (телесериал)
«Уборщики» (англ. Mr & Mrs Murder) — комедийно-драматический телесериал, произведённый компанией FremantleMedia Australia совместно с Bravado Productions. Премьера состоялась на Network Ten 20 февраля 2013 года.

## Сюжет
Телесериал повествует о приключениях супружеской пары Николы и Чарли Бьюкенен, которые управляют бизнесом промышленной очистки. Они специализируются на уборке мест преступления и используя этот опыт, они решают стать сыщиками-любителями.

## В ролях
- Шон Микаллеф — Чарли Бьюкенен
- Кэт Стюарт — Никола Бьюкенен
- Джонатон Пасвольски — Детектив Питер Винетти
- Люси Хонигман — Джесс Чалмерса

## Эпизоды
| №  | Название                                                        | Режиссёр        | Сценарист       | Дата показа в США | Зрители США (млн.) |
| -- | --------------------------------------------------------------- | --------------- | --------------- | ----------------- | ------------------ |
| 1  | «Ранний заказ» «Early Checkou»                                  | Ширли Баррет    | Кирсти Фишер    | 20 февраля 2013   | 0,96               |
| 2  | «Жизнь собаки» «A Dog's Life»                                   | Сиан Дэвис      | Джон Хиггинсон  | 27 февраля 2013   | 0,84               |
| 3  | «В моде» «En Vogue»                                             | Сиан Дэвис      | Марике Харди    | 6 марта 2013      | 0,72               |
| 4  | «Атлас под наркотиками» «Atlas Drugged»                         | Ширли Баррет    | Бриди О'Нил     | 13 марта 2013     | 0,69               |
| 5  | «Потерянная душа» «Lost Soul»                                   | Дэниэл Неттхейм | Крис Бартлетт   | 20 марта 2013     | 0,57               |
| 6  | «Следующий лучший мужчина» «The Next Best Man»                  | Сиан Дэвис      | Сиан Дэвис      | 27 марта 2013     | 0,82               |
| 7  | «Тщательно Мертвый Чистокровный» «Thoroughly Dead Thoroughbred» | Питер Селмон    | Джей Барнс      | 3 апреля 2013     | 0,70               |
| 8  | «Факел за убийство» «A Flare for Murder»                        | Питер Селмон    | Тимоти Гобарт   | 10 апреля 2013    | 0,55               |
| 9  | «Искусство Убийства» «The Art of Murder»                        | Абе Форсайт     | Тимоти Гобарт   | 17 апреля 2013    | 0,64               |
| 10 | «Маленькие коробки» «Little Boxes»                              | Джет Уилкинсон  | Гарольд Джордан | 24 апреля 2013    | 0,54               |
| 11 | «Соблюдения приличий» «Keeping Up Appearances»                  | Джет Уилкинсон  | Кэтерин Томпсон | 1 мая 2013        | 0,47               |
| 12 | «Зоотопия» «Zootopia»                                           | Дэниэл Неттхейм | Джонатан Гэвин  | 8 мая 2013        | 0,52               |
| 13 | «Курс Сплетник» «The Course Whisperer»                          | TBA             | TBA             | 15 мая 2013       | 0,45               |